# Institubes
Institubes est un label indépendant français de hip-hop, pop et musique électronique, anciennement basé à Paris, actif entre 2003 et 2011. Il est fondé par Tacteel, Tekilatex, OrioG, Aaron Krickstein et Jean-René Étienne. La fermeture du label est officialisée le 16 mars 2011 par un communiqué de presse,e,.

## Histoire
C'est après plusieurs rejets de différents labels discographiques que le projet de ce dernier, le collectif de hip-hop L'Atelier accélère particulièrement la création d'Institubes. C'est avec l'EP Beat Down de Para One que le label est mis en avant, notamment grâce au morceau Turtle Trouble. En quelques sorties d'EP (principalement des projets parallèles des membres du groupe TTC), le label s'affirme autant chez les DJ que chez les amateurs.
Au début de 2006, le label est relancé sous la direction de Jean-René Étienne qui en sera le label manager et directeur artistique, épaulé par Emile Shahidi. Institubes découvrira de nombreux jeunes artistes français tels que Surkin, Bobmo et Das Glow qui sortiront chacun plusieurs EP sur le label. En 2009, plusieurs sous-labels sont lancés : Stunts pour le rap (avec des artistes tels que Cuizinier, Orgasmic, Joke), Unsunned pour les artistes rock et expérimentaux (tels que Chateau Marmont, Rob, Crystal, Poney Poney…), et enfin Sound Pellegrino pour des sorties exclusivement digitales orientées plus club et dont Tekilatex et Orgasmic sont les curateurs.
Le 16 mars 2011, le label annonce sa fermeture sur son site officiel,,, dans un communiqué de presse annonçant également la naissance d'un nouvel label, Marble, par Surkin, Bobmo, et Para One. Après une quinzaine de sorties au sein de la maison mère Institubes, Sound Pellegrino continue indépendamment, toujours sous la direction de Tekilatex, Orgasmic, et Emile Shahidi.

## Graphisme
Au niveau du graphisme, Étienne Bardelli (connu à l'époque sous le pseudonyme de Akroe) crée le logo ainsi que des premières pochettes de disques qui sortiront de chez Institubes puis, c'est House of Kids qui prend en main la direction artistique du label.

## Festival
En 2010, un festival spécialement consacré au label a lieu au Redlight au pied de la tour Montparnasse. Il se déroule sur deux jours, du 9 au 10 avril,.

## Discographie
- 2003 : Para One - Beat Down (EP)
- 2003 : L'Atelier - Buffet des anciens élèves
- 2003 : Tacteel and Screwy Truant - Blame It on the Music / The Music is to Blame
- 2004 : Teamtendo - We EP
- 2005 : Para One - Clubhoppn EP
- 2005 : Billy Crawford / M.I.A. - Orgaga and Surkin Reworks
- 2005 : Tacteel - Cheap Fun
- 2005 : Out One - Vitamin House
- 2006 : Surkin - Ghetto Obsession
- 2006 : Surkin - Radio Fireworks
- 2006 : Para One - Dudun-Dun
- 2006 : Tacteel - Feel It, Feel It
- 2006 : Para One - Dudun-Dun (Remixes)
- 2006 : Cuizinier - Pour les filles (Street Tape Volume 02)
- 2006 : Para One - Epiphanie
- 2006 : Orgasmic - The Rise and Rise of Orgasmic
- 2006 : Tacteel & John B. Rambo - Above the Law Tribute
- 2007 : Curses! - Hungry for Love
- 2007 : Das Glow - Weiss Gaz
- 2007 : Bobmo - Let's Go Bobmo !
- 2007 : Para One - Midnight Swim
- 2007 : Surkin - Fireworks Refired
- 2007 : Midnight Juggernauts - Road to Recovery
- 2007 : Midnight Juggernauts - Road to Recovery (Remixes)
- 2007 : David Rubato - Circuit
- 2007 : Tacteel - Je ne vous oublierai pas
- 2007 : Surkin - Action Replay
- 2007 : SoFresh Squad - Dirty South Klassiks Mixtape
- 2007 : Para One - Naissance des pieuvres
- 2007 : Tacteel - L'Hiver vous va si bien
- 2007 : FuckALoop - The Early Aughties
- 2008 : Bobmo - To the Bobmobile
- 2008 : Bobmo - 3000 % YES
- 2008 : Midnight Juggernauts - Shadows
- 2008 : M.S.K. - Lunar EP
- 2008 : David Rubato feat. Teki Latex and Manda Djinn - Institubes Express 999
- 2008 : Surkin - Next Of Kin
- 2008 : Cuizinier - Pour Les Filles (Street Tape Volume III)
- 2008 : Orgasmic et Teki Tek - The Sixpack Anthem
- 2009 : Joke - Prêt pour l'argent
- 2010 : Alizée - Une enfant du siècle
- 2010 : Surkin - Silver Island
- 2010 : Bobmo - Falling from the Crescent Moon
- 2010 : Bobmo - Bring It
- 2010 : Surkin - Fan Out Remixes
- 2011 : Jean Nipon - International Meek (EP)